# Vilamarín
Vilamarín – gmina w Hiszpanii, w prowincji Ourense, w Galicji, o powierzchni 56,09 km². W 2011 roku gmina liczyła 2119 mieszkańców.